# Ophistreptus rugosus
Ophistreptus rugosus är en mångfotingart som beskrevs av Carl Graf Attems 1914. Ophistreptus rugosus ingår i släktet Ophistreptus och familjen Spirostreptidae. Inga underarter finns listade i Catalogue of Life.